# Pro Wrestling Noah
Pro Wrestling Noah (プロレスリング・ノア, Puroresuringu Noa) é uma promotora de wrestling profissional (puroresu) japonesa, fundada em 2000 pelo wrestler profissional Mitsuharu Misawa, ex-lutador da All Japan Pro Wrestling (AJPW). A Noah realizou os seus primeiros espetáculos em Agosto de 2000 e estabeleceu a Global Honored Crown, o corpo governante interno para os seus títulos.
Ao longo dos seus 23 anos de história, a Noah manteve parcerias com a New Japan Pro Wrestling (NJPW), a All Japan Pro Wrestling (AJPW), a Ring of Honor (ROH), a Impact Wrestling (anteriormente TNA), a Lucha Libre AAA Worldwide (AAA), a All Elite Wrestling (AEW) e a Big Japan Pro Wrestling (BJW).
Em Janeiro de 2020, a empresa foi comprada pela CyberAgent, a empresa-mãe da DDT Pro Wrestling, tendo os executivos da DDT assumido as operações da Noah e subsequentemente, o conteúdo da Noah começou a ser disponibilizado no serviço de streaming da DDT, Wrestle Universe.
Em 15 de Dezembro de 2023, a Noah foi anunciada como uma das promotoras fundadoras da aliança United Japan Pro-Wrestling, um esforço conjunto para desenvolver o wrestling profissional no Japão através da promoção e organização, com Seiji Sakaguchi, ex-lutador da New Japan Pro-Wrestling, a ser nomeado presidente do projeto.

## Campeonatos
A Noah tem o seu próprio sistema do títulos que é a Global Honored Crown (GHC).
Ativo
| Títulos                                      | Atual campeão(es)                                | Data em que ganhou     | Localização    |
| -------------------------------------------- | ------------------------------------------------ | ---------------------- | -------------- |
| GHC Heavyweight Championship                 | Kaito Kiyomiya                                   | 4 de Maio de 2024      | Tóquio, Japão  |
| GHC National Championship                    | HAYATA                                           | 11 de Abril de 2024    | Fukuoka, Japão |
| GHC Junior Heavyweight Championship          | Daga                                             | 4 de Novembro de 2023  | Niigata, Japão |
| GHC Tag Team Championship                    | Good Looking Guys (Jack Morris e Anthony Greene) | 24 de Setembro de 2023 | Nagoya, Japão  |
| GHC Junior Heavyweight Tag Team Championship | Eita e Shuji Kondo                               | 9 de Junho de 2024     | Tóquio, Japão  |
| GHC Hardcore Championship                    | Shuji Ishikawa                                   | 4 de Maio de 2024      | Tóquio, Japão  |

## Torneios
A Noah também tem torneios anuais para decidir o melhor lutador ou equipa na promoção:
| Torneios                             | Último vencedor(es)                                                  | Data em que ganhou    |
| ------------------------------------ | -------------------------------------------------------------------- | --------------------- |
| N-1 Victory                          | Go Shiozaki                                                          | 3 de Setembro de 2023 |
| Global Tag League                    | Sugiura-gun International (El Hijo del Dr. Wagner Jr. & René Duprée) | 18 de Abril de 2020   |
| Global Junior Heavyweight League     | Daisuke Harada                                                       | 30 de Janeiro de 2020 |
| Global Junior Heavyweight Tag League | Kotaro Suzuki & Yoshinari Ogawa                                      | 13 de Julho de 2019   |

## Pro Wrestling Sem
A Pro Wrestling Sem era a filial júnior da Pro Wrestling Noah, lançada em 2006. O seu nome deriva da figura bíblica Sem, o filho mais velho de Noé. A Sem era inicialmente dirigida por Naomichi Marufuji e Kenta, que actuavam como treinadores dos wrestlers novatos. Mitsuharu Misawa inspirou-se principalmente na promotora alemã Westside Xtreme Wrestling, onde lutou em Março de 2005. Os lugares são limitados a algumas centenas, para que todos os fãs possam se sentar perto do ringue. Os seminários realizavam-se normalmente no Differ Ariake, em Tóquio. Desde 2015, a Sem não faz eventos.